# NHK弘前支局
NHK弘前支局（日语：／ Enueichikei Hirosaki Shikyoku */?），是NHK青森放送局位於青森縣弘前市的支局，作為NHK在弘前、津輕地區的採訪據點。

## 外部連結
- NHK青森放送局（页面存档备份，存于） （日語）
- NHK文化中心弘前教室（页面存档备份，存于） （日語）